# Odznaka za Służbę (Węgry)
Odznaka za Służbę (węg. Szolgálati Jel) – trzystopniowe odznaczenie z czasów regencji Królestwa Węgier, nadawane w latach 1923–1946 za długoletnią służbę wojskową w czterech wersjach, dla oficerów walczących, oficerów niewalczących, podoficerów i szeregowych.
Odznaka przyznawana była w trzech stopniach i dwóch wersjach, podobnie jak jej austro-węgierski poprzednik Odznaka za Służbę Wojskową:
- dla oficerów (za 40, 30 i 20 lat);
- dla szeregowych (za 20, 10 i 6 lat).

Obie wersje noszono na czerwonej wstążce z biało-zielonymi brzegami (5-5 mm), ale odznaki były inne dla oficerów, a inne dla szeregowych.
Na identycznej wstążce przyznawano też Medal Honorowy za Służbę (Szolgálati Diszérem) w trzech wersjach różniących się wyglądem odznaki:
- za 35 lat wiernej służby;
- dla oficerów;
- dla szeregowych.

Medal ten nawiązywał do innego austro-węgierskiego odznaczenia – Medalu Honorowego za Czterdziestoletnią Wierną Służbę.
W 1942 Odznakę za Służbę zreformowano:
- zmienił się czas służby potrzebny do uzyskania wersji oficerskiej – odpowiednio na 35, 25 i 15 lat;
- osobną wersję otrzymały osoby zatrudnione w wojsku w randze oficera, ale nie uczestniczące w walce (personel medyczny i duchowny, tj. głównie lekarze wojskowi i kapelani wojskowi) – odznaka jak dla oficerów, ale wstążka zielona z biało-czerwonymi brzegami (5-5 mm), z dodatkowym pojedynczym czerwonym paskiem (2 mm) wzdłuż środka
- kolejną wersję otrzymali oficerowie-urzędnicy, tzn. wojskowi prokuratorzy, sędziowie, weterynarze, nauczyciele itp. – odznaka jak dla oficerów, ale wstążka biała z wąskimi (2 mm) czerwonym paskiem wzdłuż lewej krawędzi i zielonym wzdłuż prawej, pośrodku oddzielone zielony i czerwony pasek (3-2-3 mm).